# Sidi Mezghiche
Sidi Mezghiche là một đô thị thuộc tỉnh Skikda, Algérie. Dân số thời điểm năm 2002 là 21.071 người.